# Viola Bauer
Pour les articles homonymes, voir Bauer.
Viola Bauer, née le 13 décembre 1976 à Annaberg-Buchholz, est une skieuse de fond allemande.

## Palmarès
- Jeux olympiques
  -  Médaille d'or en relais aux Jeux olympiques d'hiver de 2002 à Salt Lake City
  -  Médaille d'argent en relais aux Jeux olympiques d'hiver de 2006 à Turin
  -  Médaille de bronze en poursuite aux Jeux olympiques d'hiver de 2002 à Salt Lake City

- Championnats du monde 
  -  Médaille d'or en relais aux Championnats du monde de ski nordique 2003
  -  Médaille d'argent en relais aux Championnats du monde de ski nordique 2007
  -  Médaille de bronze en relais aux Championnats du monde de ski nordique 1999